# Logique de boucle temporelle
La logique de boucle temporelle est un système de calcul informatique qui traite d'ordinateurs capables d'envoyer des données dans le passé et qui repose sur le principe de cohérence de Novikov pour forcer le résultat du calcul renvoyé à travers le temps à être cohérent. Cette approche surmonte de nombreuses limitations associées à la complexité algorithmique traditionnelle.
Un programme exploitant la logique de boucle temporelle peut être simple dans son principe. Par exemple, pour trouver un facteur premier f pour un grand nombre n :
1. attendre le résultat envoyé depuis le futur.
2. lors de la réception du résultat, tester si celui-ci est un facteur du grand nombre n en divisant ce dernier par lui.
  1. si le résultat reçu est en effet un facteur du grand nombre, renvoyer le résultat à travers le temps.
  2. sinon, si le résultat reçu n'est pas un facteur premier du grand nombre (ou qu'aucun résultat n'a été transmis depuis le futur dans les délais impartis), générer un nombre différent du résultat reçu et l'envoyer dans le passé. Noter que ceci provoque un paradoxe car le résultat renvoyé dans le passé n'est pas le même que celui reçu depuis le futur.

Du fait que le principe de Novikov affirme qu'il est impossible qu'une séquence d'évènements résulte en un paradoxe, la deuxième clause de l'algorithme (2.2) ne peut jamais arriver et le résultat envoyé depuis le futur est garanti d'être le résultat correct. Si aucun résultat n'est possible — le nombre soumis est un nombre premier par exemple — alors un évènement va arriver pour empêcher le programme d'être exécuté en premier ou correctement. Un évènement qui empêche le programme d'être exécuté en premier satisferait le principe de Novikov même si un résultat existe, donc il est important de limiter les possibilités pour de telles erreurs afin que la manière la « plus probable » pour que le système reste cohérent est de fournir le résultat correct souhaité.
Bien sûr, la logique de boucle temporelle est un exercice purement théorique actuellement. Il n'est pas possible aujourd'hui de dire si le voyage dans le temps est possible, et s'il est possible que le principe de Novikov s'y applique réellement.